# Csilla Füri
Csilla Füri (Budapest, 24 aprile 1972) è un'ex pentatleta ungherese.

## Palmarès
In carriera ha conseguito i seguenti risultati:
- Mondiali:

Basilea 1995: argento nel pentathlon moderno a squadre.
San Francisco 2002: oro nel pentathlon moderno a squadre.
Pesaro 2003: oro nel pentathlon moderno staffetta a squadre e bronzo a squadre.
Varsavia 2005: argento nel pentathlon moderno a squadre.
Città del Guatemala 2006: bronzo nel pentathlon moderno a squadre.
- Europei

Székesfehérvár 2000: oro nel pentathlon moderno a squadre.
Sofia 2001: oro nel pentathlon moderno staffetta a squadre.
Usti nad Labem 2003: oro nel pentathlon moderno staffetta a squadre ed a squadre.
Albena 2004: oro nel pentathlon moderno individuale ed argento a squadre e staffetta a squadre.
Montepulciano 2005: argento nel pentathlon moderno staffetta a squadre e bronzo a squadre.